# هوردالاند

موقعیت هوردالاند در نروژ

 (به نروژی: Hordaland) یکی از استان‌های نروژ است که هم‌مرز با استان‌های سون اوگ فیوردانه، بوسکرود، تلمارک و روگالاند است. هوردالاند پس از اسلو و آکرشوس پرجمعیت‌ترین استان نروژ است. مراکز اداری استان در شهر برگن واقع شده است. پیش از سال ۱۹۷۲ شهر برگن خود استانی جدا از هوردالاند بود.

## نگارخانه

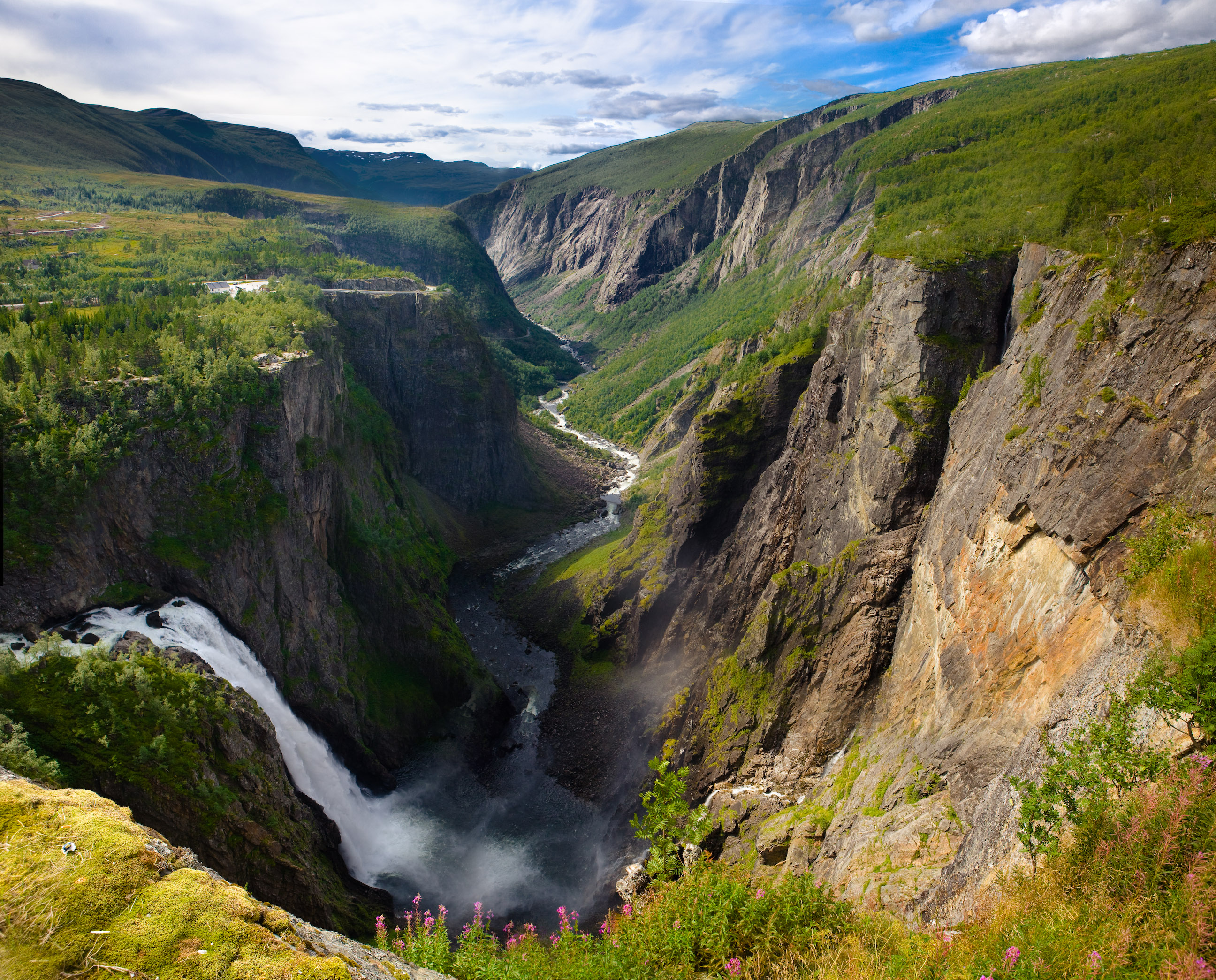
نمایی از دره مابودالن در ایدفوریورد، در شهرستان هوردالاند
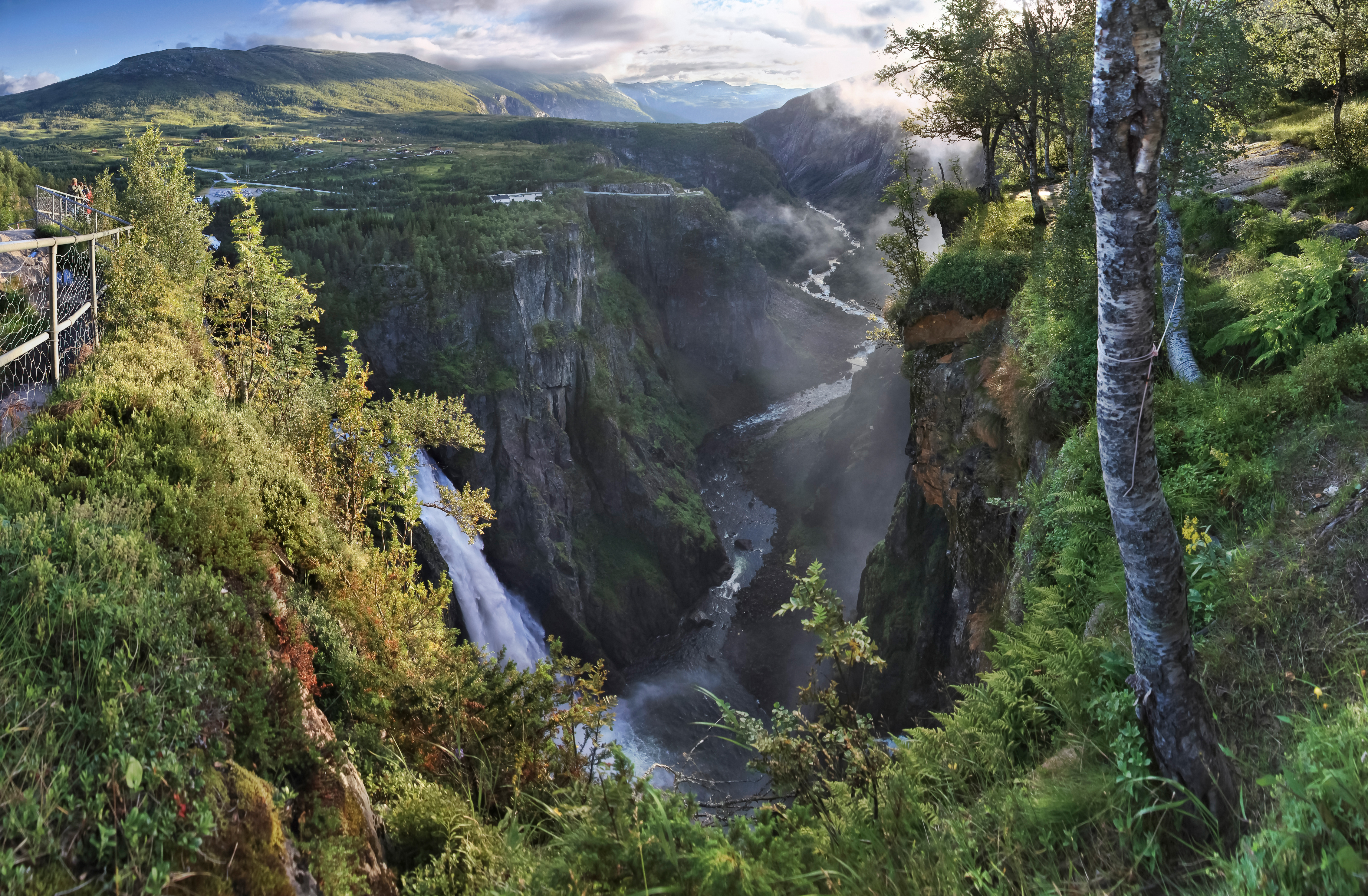
نگاره‌ای از درهٔ مابودالن (en) و آبشار ورینگفوسن در شهرستان هوردالاند، نروژ